# Coupe de Russie de football 2012-2013
Navigation
Coupe de Russie 2011-2012 Coupe de Russie 2013-2014
La Coupe de Russie 2012-2013 est la 21e édition de la Coupe de Russie depuis la dissolution de l'URSS.
Le CSKA Moscou remporte la compétition face au Anji Makhatchkala et se qualifie pour la phase de groupes de la Ligue Europa 2013-2014.

## Seizièmes de finale
Les clubs de première division font leur entrée à ce tour.
| Date              | Club                        | Score              | Club                          |
| ----------------- | --------------------------- | ------------------ | ----------------------------- |
| 25 septembre 2012 | Baltika Kaliningrad (D2)    | 1 - 2              | (D1) Zénith Saint-Pétersbourg |
| 25 septembre 2012 | Spartak Naltchik (D2)       | 1 - 3              | (D1) Terek Grozny             |
| 25 septembre 2012 | SKA-Energia Khabarovsk (D2) | 2 - 1 ap           | (D1) Amkar Perm               |
| 26 septembre 2012 | Lokomotiv-2 Moscou (D3)     | 0 - 1              | (D1) Mordovia Saransk         |
| 26 septembre 2012 | Volga Oulianovsk (D3)       | 0 - 1              | (D1) Kouban Krasnodar         |
| 26 septembre 2012 | Khimik Dzerjinsk (D3)       | 1 - 2              | (D1) FK Krasnodar             |
| 26 septembre 2012 | Torpedo Moscou (D2)         | 0 - 3              | (D1) Dynamo Moscou            |
| 26 septembre 2012 | FK Khimki (D2)              | 2 - 0              | (D1) Volga Nijni Novgorod     |
| 26 septembre 2012 | Saliout Belgorod (D2)       | 1 - 2              | (D1) Spartak Moscou           |
| 26 septembre 2012 | FK Astrakhan (D3)           | 1 - 3              | (D1) FK Rostov                |
| 26 septembre 2012 | Torpedo Armavir (D3)        | 0 - 3              | (D1) Lokomotiv Moscou         |
| 26 septembre 2012 | Tom Tomsk (D2)              | 0 - 1              | (D1) CSKA Moscou              |
| 26 septembre 2012 | Ienisseï Krasnoïarsk (D2)   | 2 - 1              | (D1) Rubin Kazan              |
| 27 septembre 2012 | Oural Iekaterinbourg (D2)   | 0 - 0 ap 2 - 4 tab | (D1) Anji Makhatchkala        |
| 27 septembre 2012 | Gazovik Orenbourg (D3)      | 2 - 4              | (D1) Krylia Sovetov Samara    |
| 27 septembre 2012 | FK Tioumen (D3)             | 2 - 1              | (D1) Alania Vladikavkaz       |

## Huitièmes de finale
| Date            | Club                      | Score              | Club                          |
| --------------- | ------------------------- | ------------------ | ----------------------------- |
| 30 octobre 2012 | Ienisseï Krasnoïarsk (D2) | 1 - 0              | (D2) SKA-Energia Khabarovsk   |
| 30 octobre 2012 | Mordovia Saransk (D1)     | 0 - 2              | (D1) Zénith Saint-Pétersbourg |
| 30 octobre 2012 | Kouban Krasnodar (D1)     | 1 - 0              | (D1) FK Krasnodar             |
| 30 octobre 2012 | FK Rostov (D1)            | 0 - 0 ap 3 - 2 tab | (D1) Spartak Moscou           |
| 31 octobre 2012 | Anji Makhatchkala (D1)    | 2 - 1              | (D1) Krylia Sovetov Samara    |
| 31 octobre 2012 | Terek Grozny (D1)         | 3 - 1 ap           | (D1) Lokomotiv Moscou         |
| 31 octobre 2012 | Dynamo Moscou (D1)        | 2 - 1              | (D2) FK Khimki                |
| 31 octobre 2012 | CSKA Moscou (D1)          | 3 - 0              | (D3) FK Tioumen               |

## Quarts de finale
| Date          | Club                          | Score              | Club                      |
| ------------- | ----------------------------- | ------------------ | ------------------------- |
| 17 avril 2013 | Anji Makhatchkala (D1)        | 1 - 0ap            | (D1) Dynamo Moscou        |
| 17 avril 2013 | Zénith Saint-Pétersbourg (D1) | 0 - 0 ap 4 - 3 tab | (D1) Kouban Krasnodar     |
| 17 avril 2013 | CSKA Moscou (D1)              | 3 - 0              | (D2) Ienisseï Krasnoïarsk |
| 18 avril 2013 | FK Rostov (D1)                | 0 - 0 ap 4 - 3 tab | (D1) Terek Grozny         |

## Demi-finales
| Date       | Club                          | Score    | Club                   |
| ---------- | ----------------------------- | -------- | ---------------------- |
| 7 mai 2013 | FK Rostov (D1)                | 0 - 2 ap | (D1) CSKA Moscou       |
| 8 mai 2013 | Zénith Saint-Pétersbourg (D1) | 0 - 1    | (D1) Anji Makhatchkala |

## Finale
| ·               |                     |     |
| Titulaires :    |                     |     |
|                 |                     |     |
| 35              | Igor Akinfeïev      |     |
| 6               | Alexeï Bérézoutski  |     |
| 14              | Kirill Nababkine    |     |
| 24              | Vassili Bérézoutski |     |
| 42              | Georgi Schennikov   |     |
| 3               | Pontus Wernbloom    |     |
| 7               | Keisuke Honda       | 66e |
| 10              | Alan Dzagoev        | 99e |
| 20              | Rasmus Elm          | 78e |
| 9               | Vágner Love         |     |
| 18              | Ahmed Musa          |     |
|                 |                     |     |
| Remplaçants :   |                     |     |
| 19              | Aleksandrs Cauņa    | 66e |
| 88              | Seydou Doumbia      | 78e |
| 17              | Pavel Mamaïev       | 99e |
|                 |                     |     |
| Entraîneur :    |                     |     |
| Leonid Sloutski |                     |     |

| ·             |                   |      |
| Titulaires :  |                   |      |
|               |                   |      |
| 1             | Vladimir Gaboulov |      |
| 3             | Ali Gadjibekov    |      |
| 5             | João Carlos       | 46e  |
| 13            | Rasim Taguirbekov | 62e  |
| 37            | Ewerton           |      |
| 6             | Mbark Boussoufa   |      |
| 8             | Jucilei           |      |
| 10            | Willian           |      |
| 18            | Iouri Jirkov      |      |
| 85            | Lassana Diarra    | 115e |
| 9             | Samuel Eto'o      |      |
|               |                   |      |
| Remplaçants : |                   |      |
| 19            | Lacina Traoré     | 46e  |
| 14            | Oleg Chatov       | 62e  |
| 25            | Odil Ahmedov      | 115e |
|               |                   |      |
| Entraîneur :  |                   |      |
| Guus Hiddink  |                   |      |

| ·               |                     |     |
| Titulaires :    |                     |     |
|                 |                     |     |
| 35              | Igor Akinfeïev      |     |
| 6               | Alexeï Bérézoutski  |     |
| 14              | Kirill Nababkine    |     |
| 24              | Vassili Bérézoutski |     |
| 42              | Georgi Schennikov   |     |
| 3               | Pontus Wernbloom    |     |
| 7               | Keisuke Honda       | 66e |
| 10              | Alan Dzagoev        | 99e |
| 20              | Rasmus Elm          | 78e |
| 9               | Vágner Love         |     |
| 18              | Ahmed Musa          |     |
|                 |                     |     |
| Remplaçants :   |                     |     |
| 19              | Aleksandrs Cauņa    | 66e |
| 88              | Seydou Doumbia      | 78e |
| 17              | Pavel Mamaïev       | 99e |
|                 |                     |     |
| Entraîneur :    |                     |     |
| Leonid Sloutski |                     |     |

| ·             |                   |      |
| Titulaires :  |                   |      |
|               |                   |      |
| 1             | Vladimir Gaboulov |      |
| 3             | Ali Gadjibekov    |      |
| 5             | João Carlos       | 46e  |
| 13            | Rasim Taguirbekov | 62e  |
| 37            | Ewerton           |      |
| 6             | Mbark Boussoufa   |      |
| 8             | Jucilei           |      |
| 10            | Willian           |      |
| 18            | Iouri Jirkov      |      |
| 85            | Lassana Diarra    | 115e |
| 9             | Samuel Eto'o      |      |
|               |                   |      |
| Remplaçants : |                   |      |
| 19            | Lacina Traoré     | 46e  |
| 14            | Oleg Chatov       | 62e  |
| 25            | Odil Ahmedov      | 115e |
|               |                   |      |
| Entraîneur :  |                   |      |
| Guus Hiddink  |                   |      |